# 珀爾城 (伊利諾伊州)
珀爾城（英語：Pearl City）是位於美國伊利諾伊州斯蒂芬森縣的一個村落。

## 地理
珀爾城的座標為42°15′59″N 89°43′38″W / 42.26639°N 89.72722°W，而該地最高點為海拔高度254米（即833英尺）。

## 人口
根據2010年美國人口普查的數據，珀爾城的面積為1.68平方千米，當中陸地面積為1.66平方千米，而水域面積為0.02平方千米。當地共有人口838人，而人口密度為每平方千米498人。